# Продельфины
Продельфины, или стенеллы (лат. Stenella) — род морских дельфинов. Включает 5 видов.

## Описание

### Внешний вид
Длина тела до 2,5 метров. Спина и плавники тёмные, брюхо белое, бока серые или белые с 1—2 полосами, иногда в пятнах.

### Распространение
Населяют тёплый и умеренный пояса Мирового океана. В России один вид — встречающийся в дальневосточных морях полосатый продельфин.

### Образ жизни и питание
Стадные животные. Кормятся рыбой и головоногими моллюсками.

## Виды
- Дельфин Климне (Stenella clymene)
- Длиннорылый продельфин (Stenella longirostris)
- Полосатый продельфин (Stenella coeruleoalba)
- Stenella attenuata
- Большелобый продельфин (Stenella frontalis)

## Иллюстрации

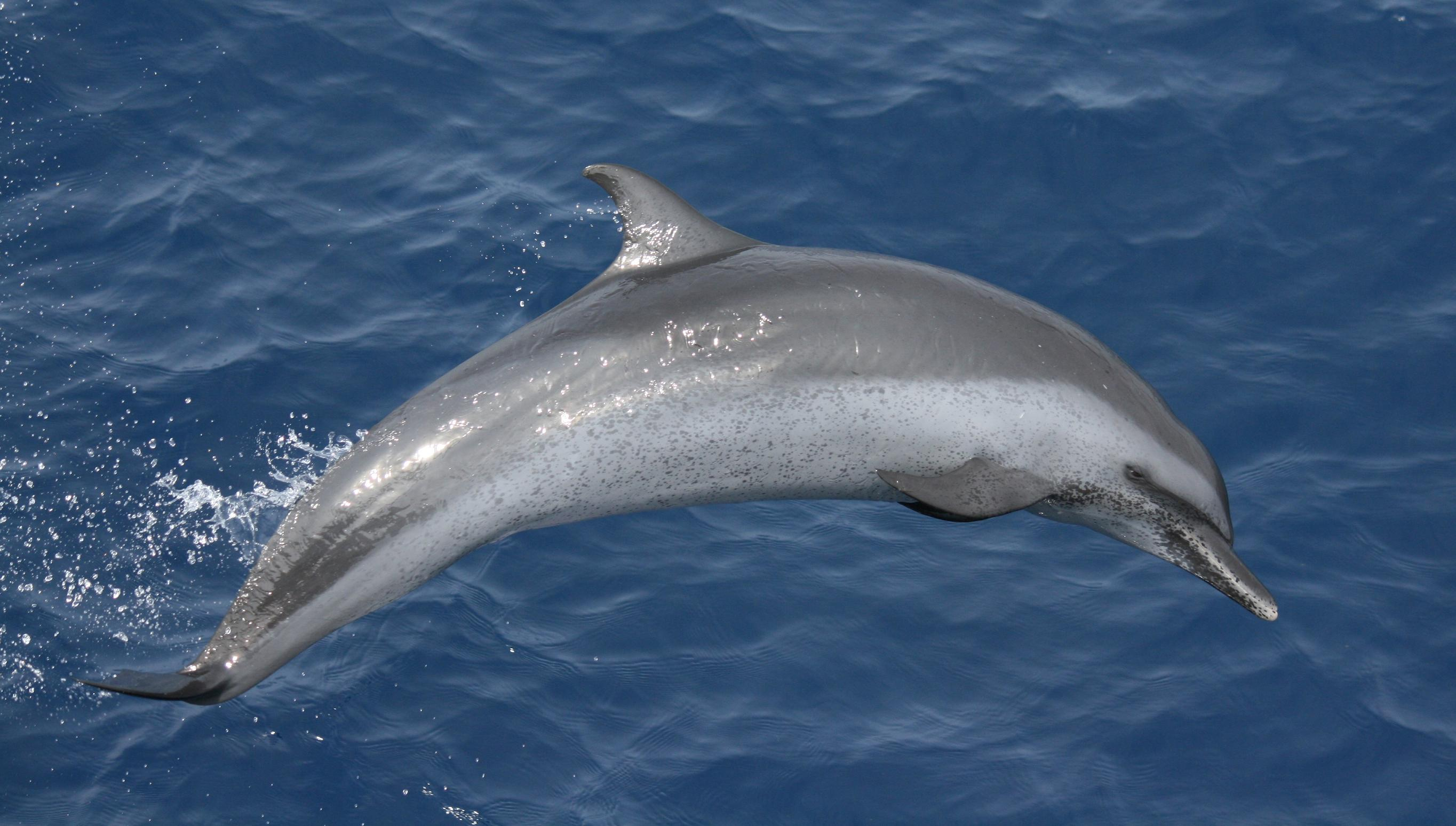
Stenella attenuata
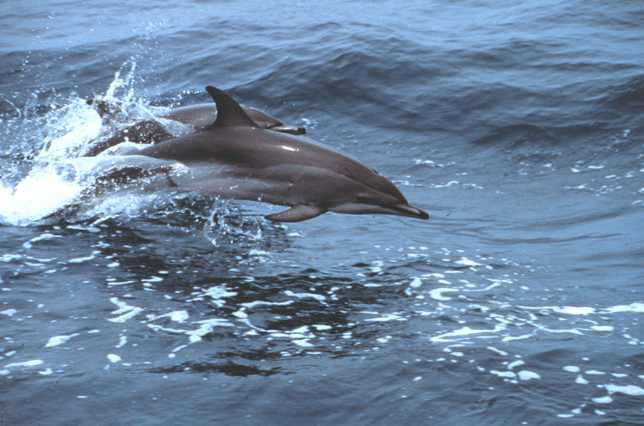
Stenella clymene
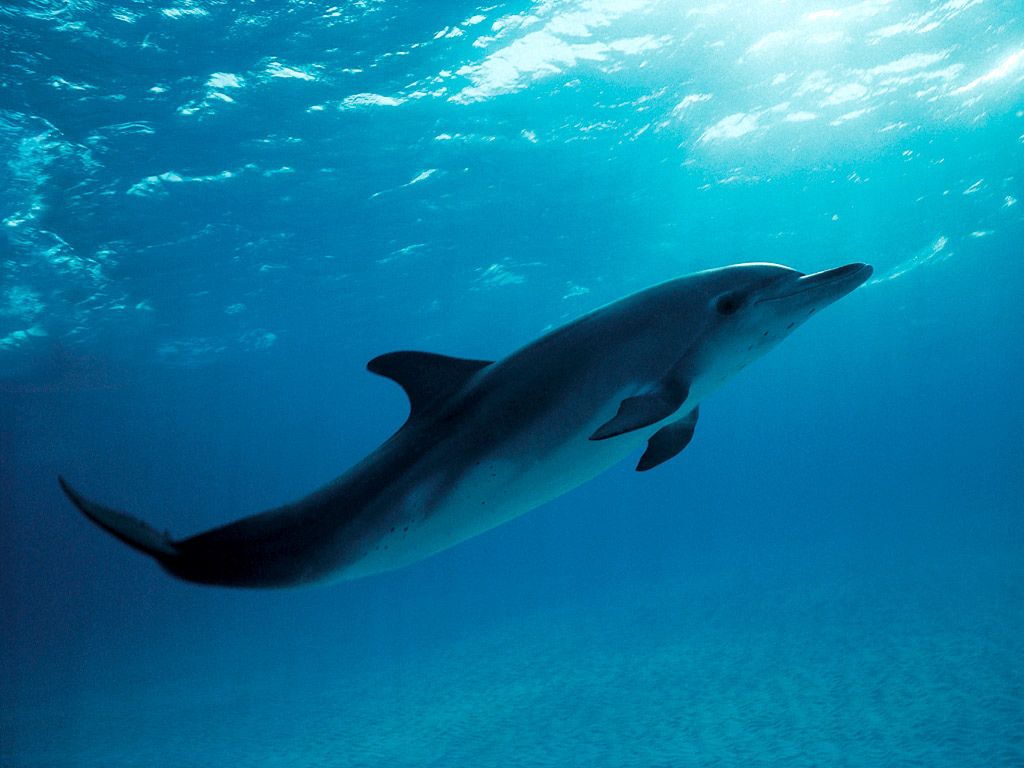
Stenella frontalis
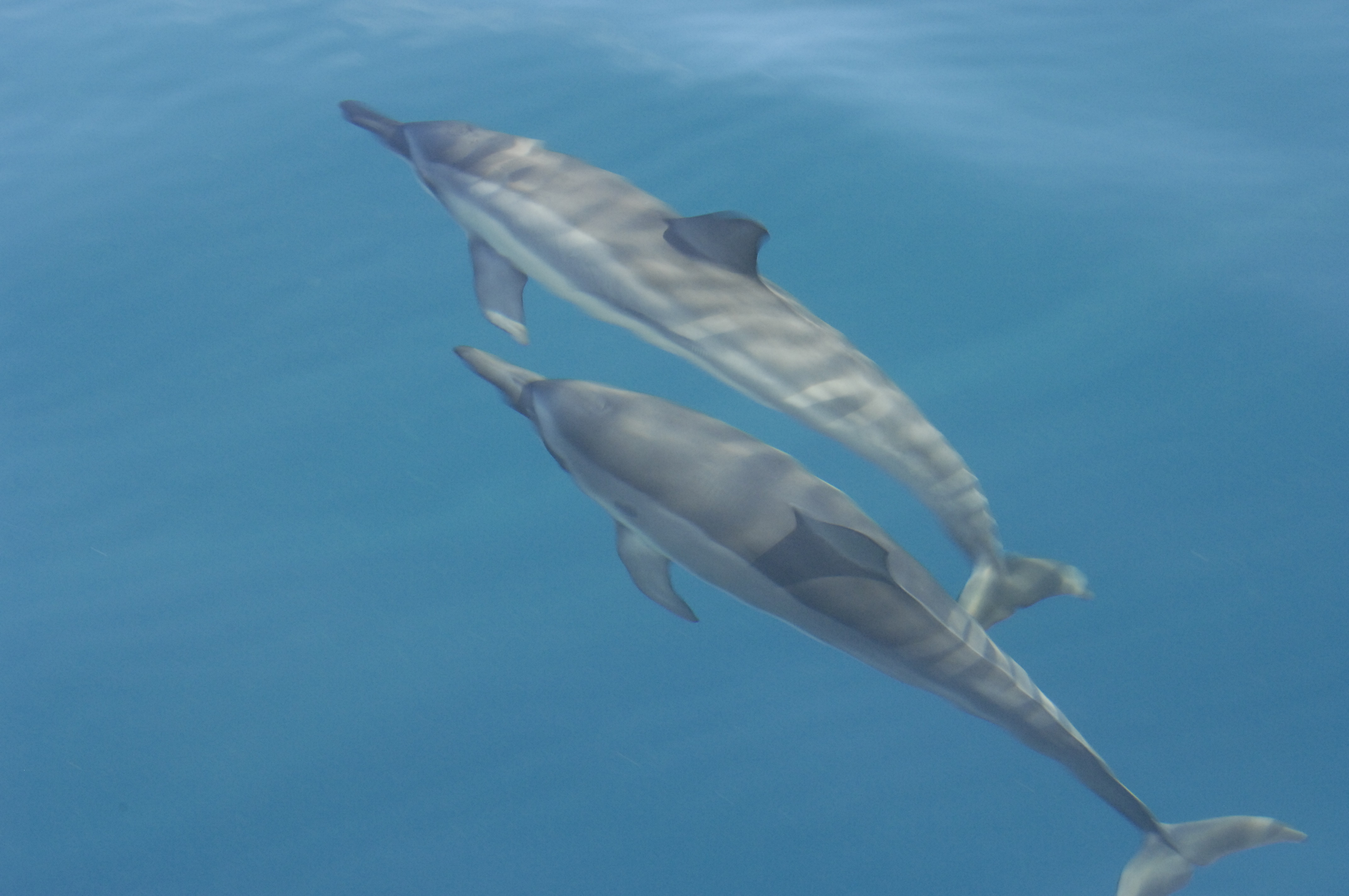
Длиннорылый продельфин